# Slaptinci
Slaptinci so naselje v Občini Sveti Jurij ob Ščavnici.